# الارتباط لا يقتضي السببية

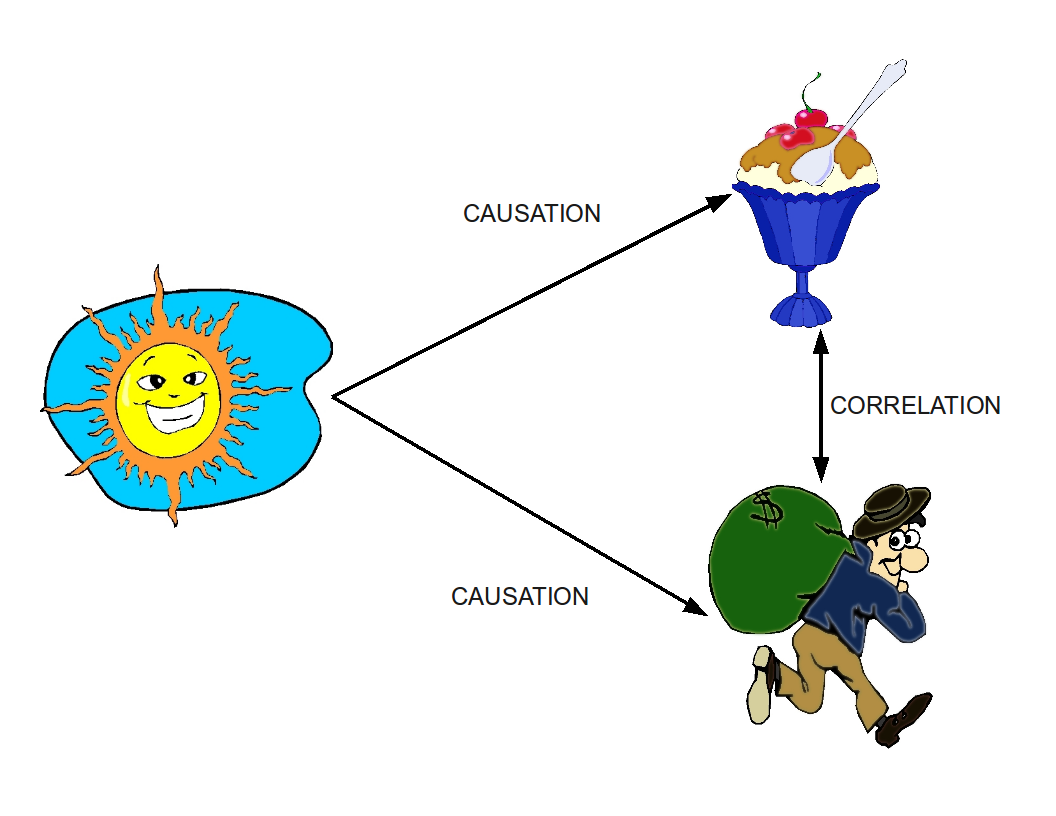

في علم الإحصاء تشير عبارة الارتباط لا يقتضي السببية -(والتي تشتهر باللغة الإنجليزية: "Correlation does not imply causation")- إلى عدم القدرة على استنتاج شرعي للعلاقة بين سبب ونتيجة معينة بين متغيرين فقط على أساس ارتباط أو علاقة ملحوظة بينهما. بعبارة أخرى، تشير هذه العبارة إلي أن ترابط شيئين لا يقتضي أن أحدهما يسبب الآخر.
الفكرة المكملة التي تشير إليها هذه العبارة التالية ("العلاقة تشير إلى العلاقة السببية") هي مثال مغالطة من أحد المغالطات الغير صورية المنطقية المشكوك فيها. وهذ العبارة تقابلها عبارة ("مع هذا، وبالتالي بسبب هذا") والتي تعرف باللغة اللاتينية بـ ("cum hoc ergo propter hoc"). وهي مختلفة تماماً عن المغالطة الشهيرة عبارة ("بعد هذا، وبالتالي بسبب هذا") والتي تعرف باللغة اللاتينية بـ ("post hoc ergo propter hoc ")، والتي تعتبر الحدث الذي يلي الحدث الآخر ما هو إلا نتيجة ضرورية للحدث السابق.
من الأمثلة الشهيرة المُستخدَمة لتفسير المغالطة الإحصائية، هو مثال ارتباط العلاج باستخدام الهرمونات البديلة مع مرض القلب التاجي. حيث أظهرت العديد من الدراسات الإحصائية أن النساء اللائي استخمدن العلاج باستخدام الهرمونات البديلة، لديهن معدل أقل من المتوسط من معدل الإصابة بأمراض القلب التاجية عند باقي النساء، مما دفع الأطباء إلى اقتراح أن العلاج باستخدام الهرمونات البديلة يساعد على الوقاية من مرض القلب التاجي. لكن التجارب العشوائية المنضبطة ذات الشواهد(بالإنجليزية: Randomised Control Trial)‏ التي أجريت لاحقًا أظهرت أن استخدام العلاج التعويضي بالهرمونات أدى إلى زيادة صغيرة، ولكنها ذو دلالة إحصائية في معدل الإصابة بأمراض الشرايين التاجية. كذلك أظهرت إعادة تحليل البيانات المستقاة من الدراسات الإحصائية أن هؤلاء النساء اللائي كن يستدخمن العلاج التعويضي بالهرمونات، كن من طبقة اجتماعية اقتصادية عالية (ABC1) ، التي تتبع نظام غذائي صحي مع ممارسة للأنظمة الرياضية بشكل أكثر. وبالتالي فإن استخدام العلاج التعويضي بالهرمونات وانخفاض معدل الإصابة بأمراض القلب التاجية كانت آثارًا متزامنة لسبب شائع (أي أن قلة معدلات الإصابة بأمراض الشرايين التاجية عند النساء اللائي استخمدن العلاج باستخدام الهرمونات البديلة، كان بسبب وضعهم الاجتماعي المرتفع بالإضافة إلى النظام الغذائي المنتظم وممارسة الرياضة) بدلاً من كونها أحد الأسباب المباشرة للآخر، كما كان يعتقد في بادئ الأمر.
كما هو الحال مع أي مغالطة منطقية، فإن تحديد السبب وراء نتيجة معينة لا يعني بالضرورة أن الإستنتاج كان خاطئاً. ففي المثال أعلاه، إذا كانت التجارب العشوائية المنضبطة ذات الشواهد قد بيّنت أن العلاج باستخدام الهرمونات البديلة قد قللت بالفعل من احتمال الإصابة بأمراض القلب التاجية، فإنه الافتراض السابق يعتبر افتراض صحيح، لكن المنطق الإحصائي الذي استند إليه هذا الافتراض كان سيظل خاطئاً، فلا يجب على الباحق الوقوع بمثل هذه المغالطات السببية.
اُقْتُرِحَت طرق إحصائية تستخدم الارتباط كقاعدة لاختبار الفرضية الإحصائية، بما في ذلك اختبار جرانجر للسببية مع رسم الخرائط المتقاربة. كذلك يمكننا استخدام منهجية ليانغ-كليمان لتدفق المعلومات لتقدير كمية المعلومات التي يتم نقلها بين الأنظمة الديناميكية (يعتبر هذا النقل من العوامل المؤدية لوقوع السببية).